# Fundación Vila Casas
La Fundación Vila Casas (en catalán: Fundació Vila Casas), institución constituida en 1986 por el empresario farmacéutico Antoni Vila Casas, es una entidad sin ánimo de lucro cuyo objetivo prioritario es promocionar el arte contemporáneo catalán. A través de cinco espacios expositivos, exhibe el fondo permanente de la colección y celebra exposiciones temporales. Tres espacios expositivos son museos de arte contemporáneo y los otros dos espacios se dedican a exposiciones temporales. La Fundación Vila Casas se centra en arte contemporáneo catalán, a partir de la década de los 60 hasta la actualidad. En el campo sociosanitario, la Fundación persigue el objetivo de establecer un puente de diálogo entre los profesionales de la sanidad, los medios de comunicación y la sociedad. Las exposiciones temporales van rotando a lo largo de cada año y los espacios de exposiciones temporales Espai Volart 1 y 2 están dedicados a la promoción de artistas jóvenes y recuperación de trayectorias artísticas olvidadas, y en El Bajo Ampurdán (Gerona), el Museo de Fotografía Contemporánea, Palau Solterra expone el fondo de fotografía de la Fundació Vila Casas y el Museo de Escultura Contemporánea, Can Mario, expone el fondo de escultura de la Fundación Vila Casas, que ofrece una visión amplia y plural del panorama del arte contemporáneo y del patrimonio arquitectónico en Cataluña.

## Historia
La Fundación Vila Casas se crea en 1986 de la mano de su actual presidente, Antoni Vila Casas, para reforzar la investigación sociosanitaria. En 1998 se incorporaron los ámbitos artístico y de patrimonio arquitectónico. Actualmente, la Fundación cuenta con tres museos de arte contemporáneo y dos ámbitos destinados a exposiciones temporales, y se continúa desarrollando el proyecto de salud.

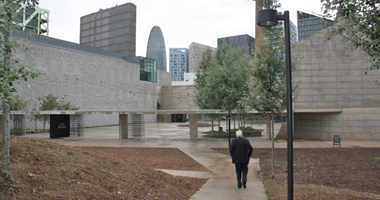
Museo Can Framis

La creciente afición de Antoni Vila Casas hacia el coleccionismo de arte contemporáneo catalán, se pusieron de manifiesto por primera vez en 1998 con la rehabilitación del edificio modernista Casa Felip en el Ensanche barcelonés, en cuyo Principal se encuentra la sede de la Fundació Vila Casas. Paralelamente, en la localidad ampurdanesa de Pals (Gerona) se inauguró ese mismo año (1998) un pequeño museo de escultura, Ca la Tona, que ya no existe.  Estas fueron las primeras manifestaciones artísticas y de patrimonio arquitectónico que se llevaron a cabo.
En el año 2000 se abrieron las puertas del Museu Art 2000, situado en Torroella de Montgrí (Gerona) y ubicado en el Palau Solterra, un palacete de arquitectura civil que data del siglo XV. Durante los primeros años se exhibió gran parte del fondo pictórico de la colección Vila Casas. Más tarde, pasó a llamarse Palau Solterra, Museo de Fotografía Contemporánea porque acoge la colección de fotografía, de carácter nacional e internacional.  Dos años más tarde, en el 2002, se inauguró el Espai Volart, el primer ámbito abierto al público de la Fundación en Barcelona, destinado a la celebración de exposiciones temporales.
Para ampliar el espacio expositivo de la colección, en el año 2004 se rehabilitó Can Mario en Palafrugell (Gerona), una antigua fábrica de corcho, para exponer las obras de pintura, fotografía y escultura y que sustituyó al pequeño museo de Pals (Ca la Tona). En la actualidad se ha convertido en Can Mario, Museo de Escultura Contemporánea.
A finales de 2008, se inauguró el segundo espacio para muestras temporales en Barcelona, el Espai Volart 2 (al lado del Espai Volart), y un año después, en 2009, se culminó el proyecto de espacios museísticos con la inauguración de Can Framis, Museo de Pintura Contemporánea, una antigua fábrica textil rehabilitada y localizada en el distrito 22@ del Pueblo Nuevo, en Barcelona.

## Premios
La Fundación Vila Casas convoca anualmente premios de pintura, fotografía y escultura para artistas. La convocatoria es rotativa, cada año se dedica a una de las tres disciplinas mencionadas. El fallo del jurado se hace público el día de la inauguración de la exposición de las obras seleccionadas.  El ganador recibe una aportación económica y la oportunidad de realizar una exposición individual al año siguiente en el Museo de Can Framis.

## Patronato
- Presidente Fundador: Antonio Vila Casas
- Presidenta: Montserrat Pascual Samaranch
- Miembros del Patronato: Ricardo Rodriguez Valverde, Montserrat Viladomiu Pascual, Dr. Miquel Vilardell, Gloria Bosch Mir
- Tesorero: Joan Torras Ragué

## Premios recibidos
- Fundació Vila Casas. Ganadora del Premio Nacional de Patrimonio Cultural[8]
- Premio ACCA 2023 a la categoría de espacios

## Espacios

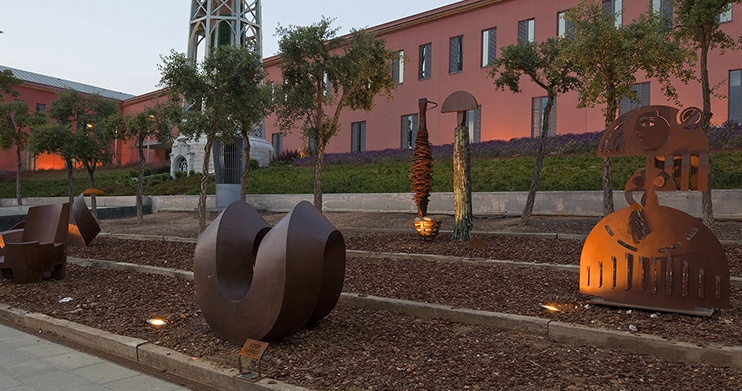
Museo Can Mario

- Museo de Pintura Contemporánea, Can Framis, Barcelona
- Museo de Fotografía Contemporánea, Palau Solterra, Torroella de Montgrí
- Museo de Escultura Contemporánea, Can Mario, Palafrugell

- Espais Volart.